# Marine Chemistry
Marine Chemistry, abgekürzt Mar. Chem., ist eine wissenschaftliche Fachzeitschrift, die vom Elsevier-Verlag veröffentlicht wird. Die Zeitschrift wurde 1972 gegründet und erscheint derzeit mit zwölf Ausgaben im Jahr. Es werden Arbeiten veröffentlicht, die sich mit chemischen Fragestellungen in der maritimen Umwelt beschäftigen.
Der Impact Factor lag im Jahr 2020 bei 3,807. Nach der Statistik des Web of Science wird das Journal mit diesem Impact Factor in der Kategorie multidisziplinäre Chemie an 71. Stelle von 178 Zeitschriften und in der Kategorie Ozeanographie an sechster Stelle von 64 Zeitschriften geführt.